# راه‌آهن دولتی ایتالیا
راه‌آهن دولتی ایتالیا (انگلیسی: Italian State Railways) شرکت ترابری ریلی ایتالیایی است، که در سال ۱۹۰۵ توسط دولت ایتالیا تأسیس شد.